# Frédéric Fortamps
Frédéric Charles Léon Fortamps (Brussel, 15 februari 1811 - Sint-Gillis, 10 augustus 1898) was een Belgisch senator.

## Levensloop
Fortamps was de zoon van de koopman en volksvertegenwoordiger Etienne Fortamps en van Louise Thienpont. Hij trouwde met Octavie Prévinaire en was de schoonbroer van Eugène Prévinaire.
Na rechtenstudies aan de ULB (1839-1840) werd hij, in het voetspoor van zijn vader, industrieel in de textielsector. Hij werd ook bankier en was directeur (1863-1873) en gouverneur (1873-1876) van de Banque de Belgique, de bank die in 1835 was opgericht door Charles de Brouckère, als 'Belgisch' tegengewicht voor de 'orangistische' Société Générale de Belgique. Toen de Banque de Belgique in 1876 verdween als gevolg van een frauduleus failliet, werd Fortamps in september 1878 mee voor het assisenhof van Brabant gedaagd (samen met Eugène t'Kint de Roodenbeke), onder beschuldiging van beursoperaties strijdig met de statuten van de bank en met de wet van 18 mei 1873 op de vennootschappen. Hij werd op 5 december 1878 tot een jaar gevangenis veroordeeld. Dit betekende het einde van zijn loopbaan, ook in de politiek. Eugène t'Kint de Roodenbeke (1839 - na 1888), neef van senator Henri t'Kint de Roodenbeke, was secretaris bij de Banque de Belgique en werd tot vijftien jaar gevangenis veroordeeld. In augustus 1879 werd Fortamps in vijheid gesteld, na twee maanden in de gevangenis van Doornik doorgebracht te hebben.
Hij bekleedde functies als volgt:
- lid van het discontokantoor voor Brussel van de Nationale Bank (1851-1860),
- bestuurder van de Algemene Spaar- en Lijfrentekas,
- bestuurder van de Compagnie de Bruxelles,
- bestuurder van de Canal de Blaton à Ayh,
- commissaris van de Compagnie Immobilière de Belgique,
- lid van de Toezichtsraad van de Kas voor Deposito's en consignaties,
- bestuurder van de Compagnie de Laines Peignées (Verviers),
- bestuurder en voorzitter van de Société des Actions Réunies,
- bestuurder van de Chemins de fer des Bassins Houillers du Hainaut,
- bestuurder van de Société d'Exploitation de Chemins de Fer,
- bestuurder van de Société Linière de Saint-Léonard,
- bestuurder van de Société des Mines et Usines de Hof-Pilsen-Schwarzenberg,
- bestuurder van de Assurancces mutuelles contre l'Incendie "Sûreté et Repos",
- commissaris van de Hauts-Fourneaux de Pommerœuil,
- commissaris van de Société Linière de Gand.

In 1848 stichtte hij mee, onder het voorzitterschap van Charles De Brouckère, de Association Belge pour la Liberté Commerciale en was er penningmeester van. In 1847 organiseerde deze vereniging een internationaal Congrès des économistes in Brussel. Naast vele free-traders, nam ook Karl Marx (toen in Brussel wonende) aan het congres deel. De internationale turbulenties van 1848 betekenden het einde van deze vereniging.
Hij was verder ook nog:
- penningmeester (1834-1878) van de Toezichtsraad van de Refuge der Ursulienen,
- rechter (1847-1861) en voorzitter (1859-1861) van de Brusselse Handelsrechtbank,
- lid van de Koninklijke Vereniging voor Hofbouwkunde van Brussel,
- bestuurder van het Museum voor Industrie in Brussel,
- lid van de Kamer van Koophandel van Brussel (1852-1875),
- lid van de Permanente Commissie van Verenigingen van onderlinge hulpverlening (1856-1879).

Van juni 1859 tot juni 1878 was Fortamps liberaal senator voor het arrondissement Brussel. Hij had er zitting in de Commissie voor Financies (1859-1878) en in de Commissie Landbouw, Industrie en Handel (1858-1877). Van deze tweede was hij gedurende enkele jaren ondervoorzitter en voorzitter.